# World Racing 2
World Racing 2 è un simulatore di guida sviluppato da Synetic, pubblicato da Playlogic e distribuito dalla TDK nel 2006 per Microsoft Windows, PlayStation 2 e Xbox.

## Modalità di gioco
La modalità principale è la Carriera, dove si potranno correre gare di diverso tipo in sei luoghi diversi (dipanati in 120 percorsi) a bordo di 90 automobili diverse di ogni tipo, dai SUV agli sport-prototipi. Ogni competizione propone obbiettivi specifici da portare a termine che variano con il prosieguo degli eventi. La vittoria nelle competizioni, la guida corretta e l'esecuzione di particolari manovre di guida faranno ottenere crediti per poter sbloccare nuove vetture, percorsi, livree e cerchioni. Negli ambienti principali è anche possibile girare liberamente grazie alla modalità gita, in modo tale da esplorare per intero i 6 km quadrati che compongono ogni area. È disponibile una modalità multigiocatore off-line in split-screen e una on-line per sei giocatori. Oltre alle canzoni per caricate, il gioco permette di caricarne altre mediante l'utilizzo dell'apposito menù di selezione.

## Accoglienza
Il gioco è stato apprezzato per la qualità grafica generale, per lo stile di guida, per la realizzazione dei danni e per la longevità, mentre hanno suscitato critiche il comparto musicale, la strutturazione dell'I.A. avversaria, la frustrazione creata da alcuni passaggi della carriera e il livello di dettaglio non equivalente tra autovetture e percorsi.